# جاكوب كلاي
جاكوب كلاي (بالهولندية: Jacob Clay)‏ هو فيلسوف هولندي، ولد في 18 يناير 1882 في كوخينلاند في هولندا، وتوفي في 31 مايو 1955 في دي بيلت في هولندا.